# Charinus vulgaris
Charinus vulgaris es una especie de araña del género Charinus, familia Charinidae. Fue descrita científicamente por Miranda and Giupponi en 2011.
Habita en América del Sur. El caparazón de las hembras descrito por Miranda, Giupponi, Prendini y Scharff en 2021 mide de 1,78 a 2,03 mm de largo por 2,38 a 2,75 mm.